# Paul Joseph Jamin
Paul Joseph Jamin (Parigi, 9 febbraio 1853 – Parigi, 10 luglio 1903) è stato un pittore francese, esponente del Classicismo accademico.
Pittore di soggetti storici (e preistorici, con palafitticoli, mammut, aquile giganti) e di genere, nonché ritrattista, Jamin era figlio del noto fisico Jules Jamin. Si era sposato, a Parigi, nel 1882, con Augustine Marie Caroline Bastien, con cui ebbe 4 figli.

## Biografia

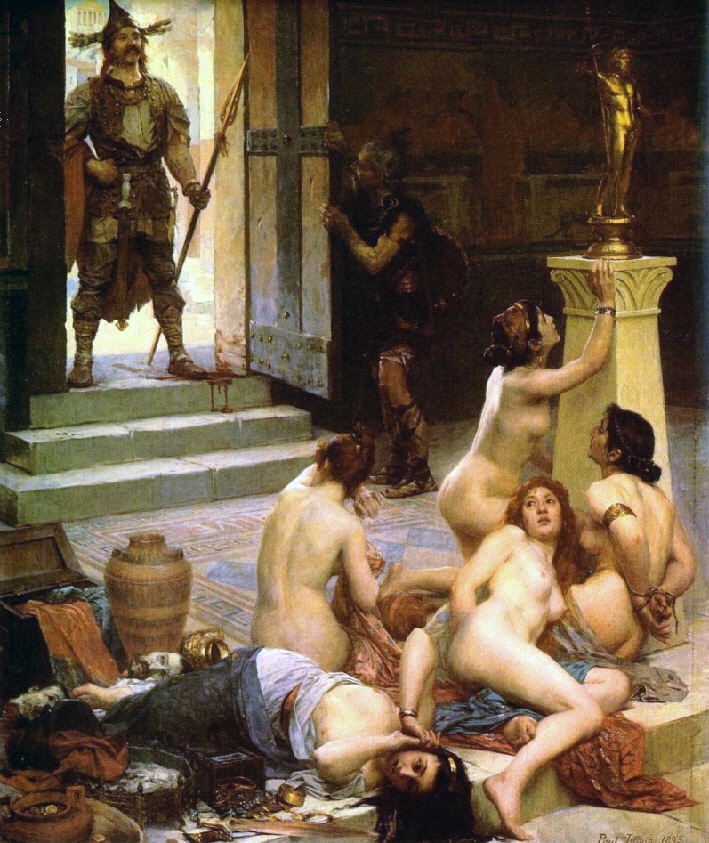
Brenno e il suo bottino (1893)

Paul Joseph Jamin nacque a Parigi il 9 febbraio del 1853 ed era il figlio del fisico Jules Jamin. Costui lo destinò alla carriera politecnica, e fu seguendo questo percorso che Paul Jamin si formò nel disegno.
In seguito abbandonò questo percorso per dirigersi verso una carriera artistica, dapprima nello studio di Gustave Boulanger per poter competere per il premio di Roma, e poi in quello di Jules Lefebvre, abbandonando in seguito l'idea di ottenere questo premio. A partire dal 1879, partecipò al Salone di pittura e scultura, esponendo uno studio di un giovane ragazzo (museo di Fécamp), e ricevette una menzione incoraggiante per una delle sue opere inviate nel 1882. Nello stesso anno, realizzò un quadro sulla morte di Luigi Napoleone Bonaparte durante una battaglia tra l'esercito inglese, per il quale militava, e gli zulù. L'anno successivo, nel 1883, si unì alla società degli artisti francesi.
Come pittore di storia, si dedicò poi ai soggetti della storia antica, soprattutto la preistoria e l'antichità gallica, dove poteva esprimere le sue opinioni patriottiche in uno stile accademico. Il lavoro artistico è accompagnato da una ricerca documentaria, collezionando o copiando vari oggetti archeologici che si possono trovare nelle sue tele. Nel 1888 dipinse Il rapimento nell'età della pietra, conservato al museo di belle arti di Reims. Tra le sue opere una delle più note è Brenno e il suo bottino (1893), in cui si ritrae il capo dei Galli con le spoglie di guerra (tesori strappati ai Romani e schiave nude) razziate durante il Sacco di Roma del 390 a.C. (tema ripreso in Brenno a Roma, raffigurante il senatore romano cui viene tirata la barba). Nel 1898 realizzò per la Sorbona un grande affresco, Le Retour des hommes est signalé. La sua ultima tela fu Un pittore-decoratore all'età della pietra nel 1903. Quell'anno morì a Parigi.

## Galleria d'immagini

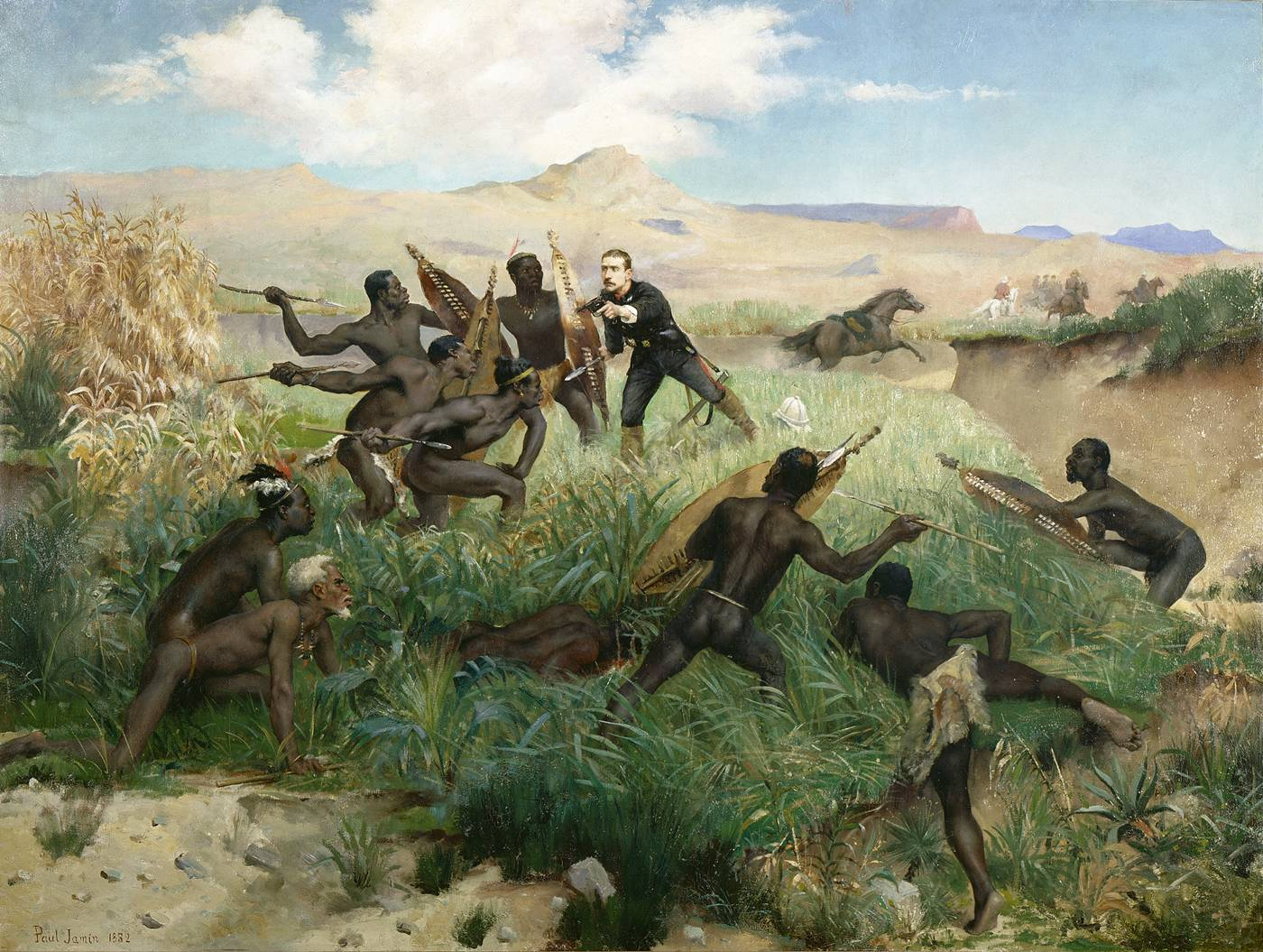
La morte del principe imperiale (1883)
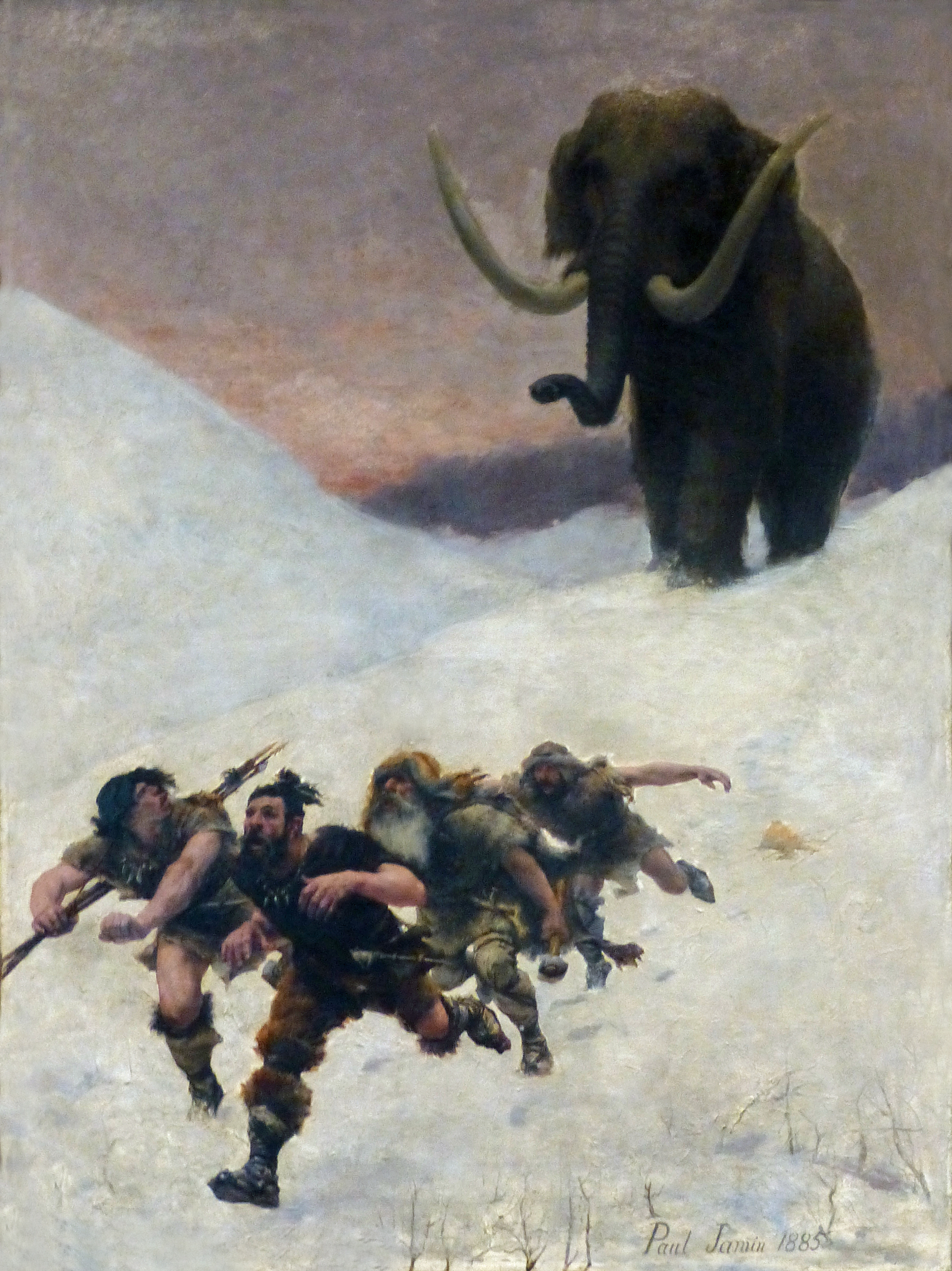
La fuga davanti al mammut (1885)
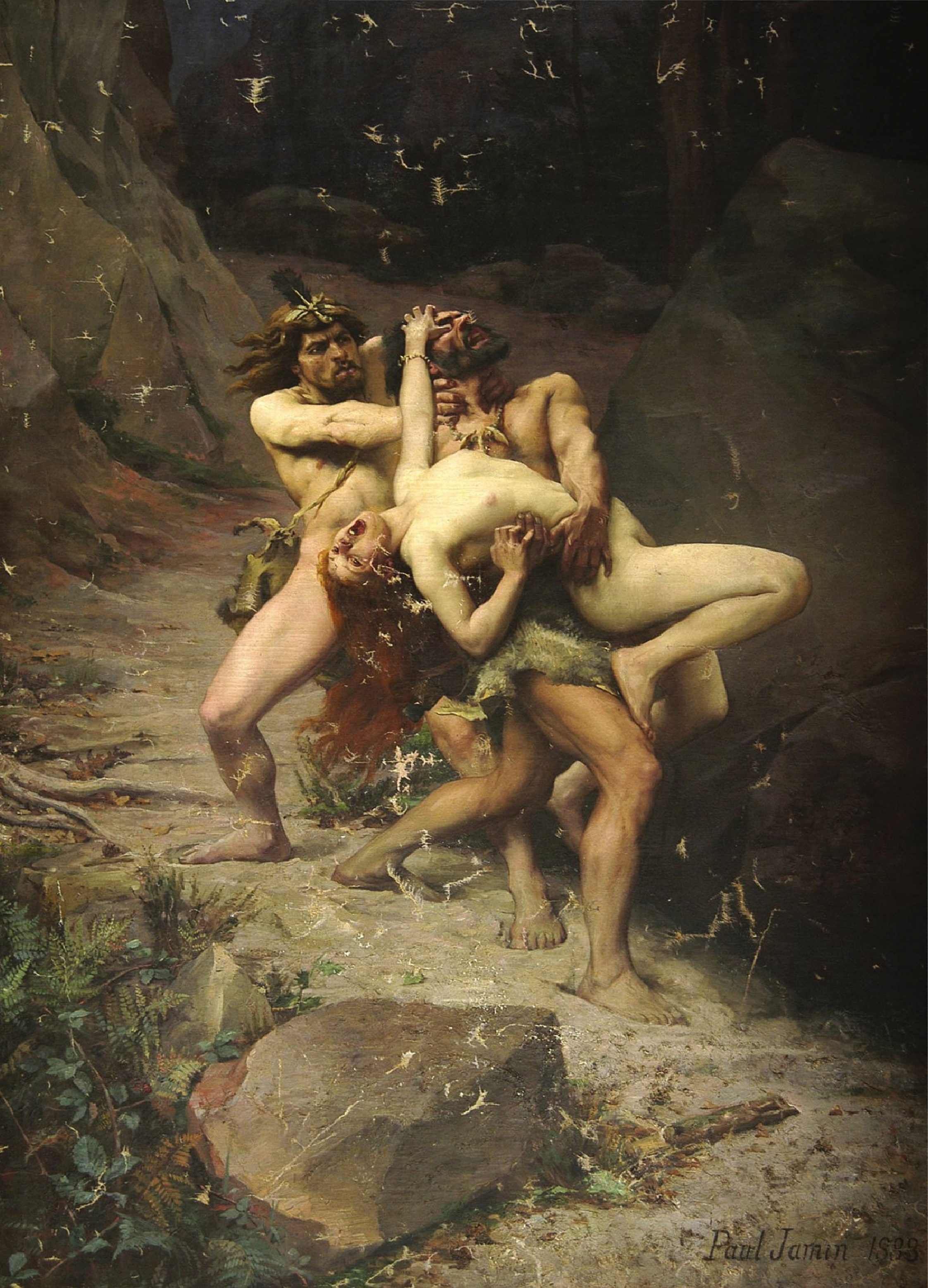
Il rapimento nell'età della pietra (1888)
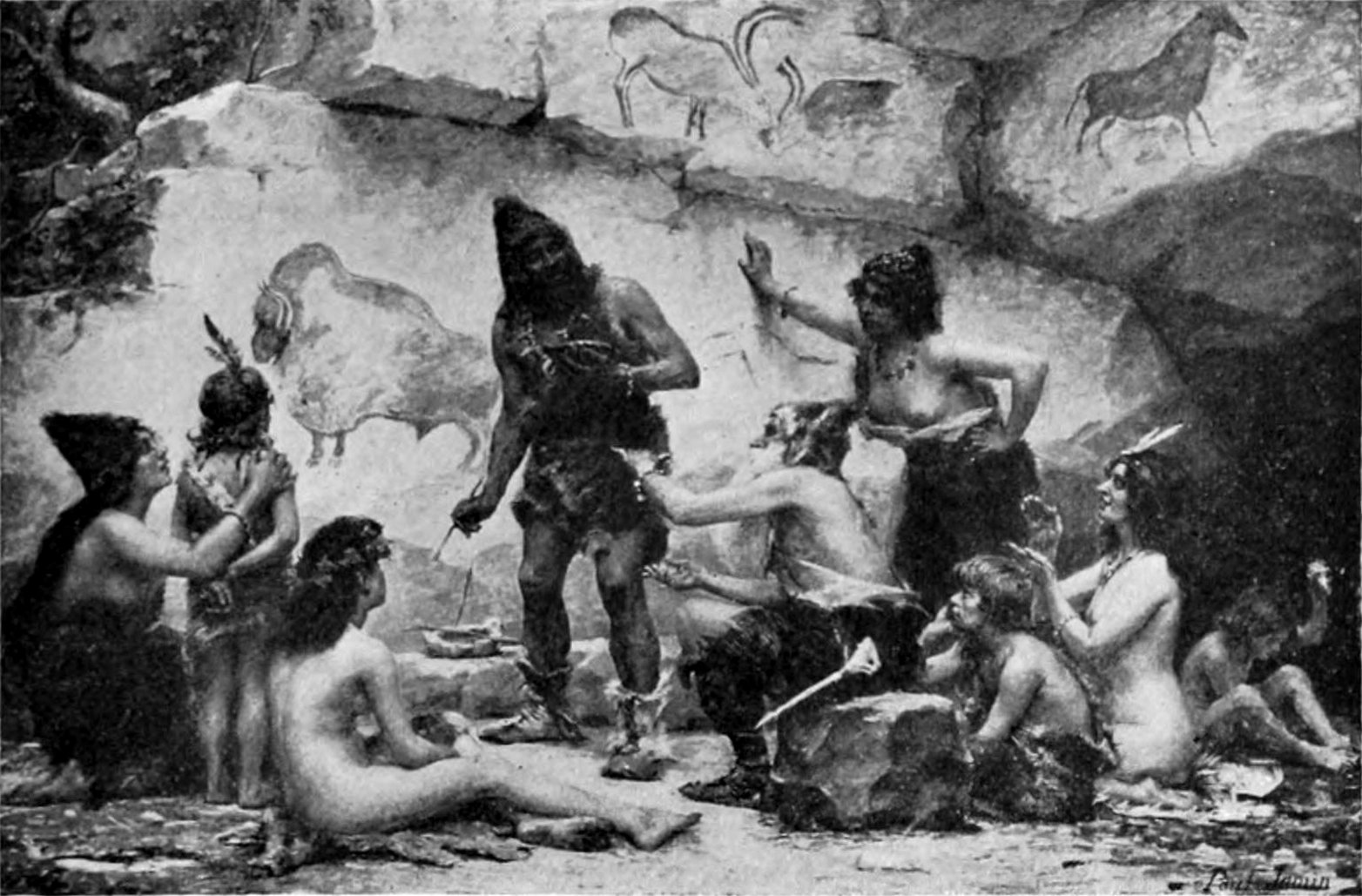
Un pittore-decoratore all'età della pietra (1903)